# Omarion
Omari Ishmael Grandberry (født 12. november 1984 i Inglewood, Californien, USA) er en amerikansk sanger i genren Rhythm and blues. Han er mest kendt under navnet Omarion, men er også blevet kaldet O og King O. Han er nu dommer i America's Best Dance Crew.

## Diskografi

### Album
- O (Omarions album)
- 21 (album)
- Face Off

### Singler
- O (sang)
- Touch
- I'm Tryna
- Entourage (sang)
- Ice Box
- Cut Off Time
- Girlfriend
- Hey Baby (Jump Off)

Skabelon:America's Best Dance Crew